# San Benito (barrio)
San Benito es la denominación no oficial de un barrio de la Ciudad Autónoma de Buenos Aires, capital de Argentina. Se trata de un sector de la Comuna 14 ubicado al norte del arroyo Maldonado, en un triángulo que tiene por lados la calle Zabala, la avenida Luis María Campos, y las avenidas Cabildo y Santa Fe.
Aunque oficialmente corresponde al sector norte del barrio de Palermo, en la Ciudad de Buenos Aires, sus vecinos se sienten más identificados con el barrio de Belgrano, conforme se expresaron en la audiencia pública celebrada en la Legislatura de la Ciudad Autónoma de Buenos Aires el 11 de diciembre de 2006.
La asignación del nombre pudo haber correspondido a Marcelo Pazos, vecinalista representante de la ONG Cevepar en la Comuna 13: En la citada audiencia pública sostuvo que no debían considerarse parte de Palermo -suburbio de la Buenos Aires fundada por Garay- tierras que correspondieran al cuartel 3.er (rural) del partido de Belgrano a la fecha de producirse la federalización de la Capital. Este argumento se fundamenta en que el primero pueblo y luego ciudad de Belgrano -cabecera del antiguo partido del mismo nombre- fue un centro urbano diferente del de la antigua Buenos Aires. Las jurisdicciones de ambas encontraban su deslinde en el cauce del arroyo Maldonado, hoy entubado bajo la avenida Juan B. Justo.
Este barrio fue, en consecuencia el área de quintas periféricas del pueblo de Belgrano, como la de José Hernández (autor del Martín Fierro), y desde su nacimiento se diferenció de las modestas viviendas suburbanas erigidas en el anegadizo valle fluvial del arroyo Maldonado, ya que al ubicarse por encima del albardón del río de la Plata –entre los caminos del alto y del bajo- este sector estuvo siempre libre de las inundaciones que traían aparejadas las sudestadas.
El nombre no se justifica por el nombre de la quinta de Rosas que aludía al san Benito de Palermo, sino por la abadía benedictina que venera al san Benito de Nursia, fundador de la orden Benedictina, y la ONG Asociación Vecinal Belgrano C San Benito.
Como en todo barrio no oficial su delimitación es difusa pero los viejos caminos del Alto (camino a la ciudad de Santa Fe) y del bajo (camino de las Cañitas, por las que crecían en la zona anegadiza al pie de la Barranca) determinan un área social, geográfica y edilicia coherente. Por el Norte se niega como límite el oficial que deslinda el Barrio de Belgrano, la calle Zabala, pues los vecinos de esta zona se definen a sí mismos como belgranenses. En cambio hacia el sur el límite es mucho más difuso, pues al norte del Maldonado existe un sector identificado como Palermo -hoy se denomina Palermo Hollywood-; constancia de esa identidad es que allí se encuentra el centenario Club Atlético Palermo. Por lo tanto el límite podría determinarse en el monumento a Falucho donde nace la barranca que bifurca los caminos del Alto (avenida Santa Fe/Cabildo) y del Bajo (avenida Luís María Campos) pero con igual legitimidad podría fijarse en las vías del ferrocarril Mitre, que se extiende como una barrera urbana, o en la inmediata avenida Dorrego. Este límite en Dorrego es ratificado por el escribano Roberto Carlos Boracchia, historiador del barrio de Palermo. En su obra Palermo o San Benito de Palermo indica como límites del "verdadero" Palermo las calles Canning (hoy Scalabrini Ortiz), Costa Rica y Dorrego, y el Río de la Plata.
Entre Dorrego y la calle Maure se extiende la megamanzana donde se encuentran ubicadas la Escuela Superior de Guerra, la Escuela Superior Técnica, el Hospital Militar Central, el histórico Regimiento de Granaderos a Caballo, el Instituto Geográfico Nacional (antes Instituto Geográfico Militar, la Iglesia Castrense, la Dirección General de Fabricaciones Militares y otras instituciones del Ejército Argentino, con una impronta muy definida. La intención de incorporar esta megamanzana se debe al deseo de proteger el APH (Área de Protección Histórica) que representa la Barranca, el viejo albardón del valle fluvial del Río de la Plata, que puede apreciarse con claridad también en los terrenos de la Abadía de San Benito y en la hoy embajada alemana, en la quinta Villa Ombúes. A este APH corresponde el decreto N° 1.268/08
No obstante, en la citada audiencia pública –que no fue vinculante- se postuló el límite en la calle Jorge Newbery aunque con la pretensión de que ese sector urbano fuese incluido en la Comuna XIII. La solicitud de los vecinos fue ignorada por la Legislatura de la ciudad.
En origen fue la zona de quintas que llenaban el intersticio rural entre la Ciudad de Buenos Aires y el posteriormente creado pueblo de Belgrano, en cuya jurisdicción se encontraba. Muchas de estas quintas se fueron subdividiendo dando lugar a residencias veraniegas o permanentes, algunas de ellas residencias suntuosas.
Las sucesivas subdivisiones concluyeron en un tejido urbano de viviendas individuales de importantes dimensiones y excelente factura arquitectónica. Existen contados comercios de tipo diario aunque progresivamente fueron convirtiéndose en arterias comerciales las tres avenidas del barrio: Luís María Campos -donde se alza el shopping El Solar de la Abadía-, Cabildo -tradicional vía comercial- y Federico Lacroze, donde además se concentran tradicionales instituciones educativas: Colegio Lincoln, Colegio Washington, Escuela Manuel Láinez, Universidad de Belgrano. Otros tradicionales colegios son el Colegio de las Esclavas del Sagrado Corazón de Jesús, sito frente a la Abadía de San Benito, calle Maure de por medio, y el Colegio Esquiú. Existe una sede de ICANA (calle 3 de Febrero) y otra de la Alianza Francesa (Calle 11 de Septiembre).
Si bien existen edificios en altura, el tono general del barrio es de viviendas unifamiliares, muchas de ellas residencias importantes. Por este motivo muchas embajadas (residencia del embajador) se encuentran en este barrio. En 2011 eran las siguientes:
- República Federal Alemana (calle Villanueva)
- República Italiana (calle 11 de Septiembre)
- República Árabe de Egipto (calle Olleros)
- Emiratos Árabes Unidos (calle Olleros)
- República Islámica de Pakistán (calle Olleros)
- República de Polonia (calle Olleros)
- República de Croacia (calle Gorostiaga)
- Reino de Tailandia (avenida Federico Lacroze)
- Reino de Noruega (calle Teodoro García)
- República Socialista de Vietnam (calle 11 de Septiembre)
- Japón (calle Villanueva)
- Mancomunidad de Australia (calle 11 de Septiembre)
- República de Turquía (calle 11 de Septiembre)

Dado el alto costo de mantenimto de muchas de estas residencias que caracterizan al barrio, durante la década de 1990 algunas fueron vendidas a empresas que instalaron allí sus oficinas y otras fueron demolidas para la construcción de edificios de departamentos.
El edificio emblemático del barrio es la antigua abadía benedictina de San Benito. Frente a ella se encuentra el predio en el que funcionaba el Club Atlético Banco Español.
Las calles del barrio presentan añosos árboles, plátanos en la calle 3 de Febrero, tipas en la calle Olleros. La cuadra de Tres de Febrero entre Olleros y Gorostiaga, cuya apertura es posterior, se encuentra arbolada con naranjos.

## Villa Ombúes y la Abadía de San Benito
Las manzanas sobre las cuales se emplazan la abadía de San Benito y la quinta Villa Ombúes son parte de la suerte que Juan de Garay otorgó a Antón Bermúdez, nacido en Segovia, España, y uno de quienes estuvieron presentes cuando la fundación de la ciudad convirtiéndose por lo tanto en uno de sus primeros vecinos. Esta suerte o pago se extendía desde la hoy calle Maure hasta la avenida Federico Lacroze, constituyendo las 400 varas de frente sobre el albardón del Río de la Plata. La fracción que completaba el frente de la suerte original, entre Olleros y Federico Lacroze, fue la quinta propiedad de José Hernández. Casi todas las suertes de chacras medían 400 varas de frente por una legua de fondo coincidiendo a esta altura con la hoy avenida de los Constituyentes. Esta fracción de tierra pasó a integrar la propiedad de la Compañía de Jesús conocida como la Chacarita de los Colegiales. Hacia 1850 las tierras pertenecían a un señor Borthez (o Borches). El 7 de diciembre de 1872 Ernesto Tornquist adquiere la fracción comprendida entre Luis María Campos y Villanueva, Maure y Olleros. La denominación de la quinta se encuentra grabada en la mampostería del gran portón de hierro ubicado en la ochava de Luis María Campos -antes Gutemberg- y Olleros, calle esta que anteriormente a 1904 se denominaba Avenida de los Ombúes, lo que explica el nombre de la quinta.
La construcción del castillo estilo Tudor que fue demolido en 1972 para construir la embajada alemana le fue encargada a Carlos Nordmann (1858-1918), nacido en Hamburgo y llegado a la República Argentina en 1881. Carlos Nordmann trabajó en el estudio de Juan Buschiazzo hasta 1890. Además de la casona de Villa Ombúes construyó para Tornquist su casa sobre la calle Florida y su residencia en Sierra de la Ventana. Además construyó el Coliseo Argentino y el Club Alemán, hoy Círculo de la Fuerza Aérea Argentina.
En la década de 1920 Tornquist donó la fracción comprendida entre las calles Maure y Gorostiaga a la Orden Benedictina, donde se construyó primeramente el monasterio y la iglesia del Santo Cristo y posteriormente, entre las décadas de 1960 y 70, el gran templo que domina sobre las construcciones próximas. El tramo de la calle Gorostiaga que separa las parcelas de la quinta Villa Ombúes de la Abadía de San Benito fue abierto recién cuando se construyó la embajada alemana.
La quinta pasó a manos de la familia Casullo por un breve período y es adquirida en 1937 por la familia Blaquier. Desocupada durante la década de 1960 es vendida alrededor de 1972 para la construcción de la embajada alemana.
Los primeros vuelos tripulados de globos aerostáticos se lanzaron desde la Sociedad Sportiva Argentina, creación del barón Antonio de Marchi donde hoy se encuentra el Campo Argentino de Polo. El bautismo de vuelo desde ese predio fue tripulado por Aarón Félix Martín de Anchorena y Jorge Alejandro Newbery. Sin embargo ese predio carecía de una cañería de gas de sección suficiente, por lo que entre el 7 de febrero de 1909 hasta 1910 las ascensiones se realizaron desde la quinta Villa Ombúes, hasta que el 10 de abril de 1910 se inaugura el Parque Aerostático de Belgrano. Desde Villa Ombúes partió el 17 de octubre de 1909 el trágico vuelo del Pampero que costó la vida de Eduardo Newbery y el sargento Eduardo Romero.